# 基斯鎮區 (伊利諾伊州韋恩縣)
基斯鎮區（英語：Keith Township）是位於美國伊利諾伊州韋恩縣的一個行政鎮區。

## 地方資料
根據2010年美國人口普查的數據，基斯鎮區的面積為93.30平方千米，當中陸地面積為92.80平方千米，而水域面積為0.50平方千米。當地共有人口386人，而人口密度為每平方千米4.14人。